# رون بيرغر (لاعب كرة قدم أمريكية)
رون بيرغر (بالإنجليزية: Ron Berger)‏ هو لاعب كرة قدم أمريكية أمريكي، ولد في 30 سبتمبر عام1942 ،في ديترويت في الولايات المتحدة.

## وصلات خارجية
- رون بيرغر على موقع مرجع كرة القدم المحترفة.كوم (الإنجليزية)